# 22mmライフルグレネード
22mmライフルグレネードは、尾筒内径が22ミリメートルのソケット式小銃擲弾。尾筒の内径22ミリメートルとは、ライフルグレネードにおいてもっとも多用された規格であり、後に北大西洋条約機構（NATO）の標準とされた。このため、多くの小銃がフラッシュサプレッサーなどの外径を22mmとし、これらのライフルグレネードの運用に対応するようになっている。

## 代表的な弾薬
M9 HEAT ライフルグレネード
1941年よりアメリカ軍が運用を開始したHEAT弾で、M1ガーランドおよびM1903小銃ではM7グレネードランチャー、M1カービンではM8グレネードランチャーによって運用されていた。
弾頭直径57mm、重量600g。初期型では51mmの装甲を貫通でき、射程は70メートル前後とされていた。1942年より運用を開始した改良型のM9A1では、装甲貫徹能力が倍の100mmに増強され、また、最大射程が230メートルに延伸された。
M17 ライフルグレネード
マークII手榴弾に似た弾頭を採用した、着発信管のHE弾で、対装甲火力としてのM9 HEATと対をなす対人火力として運用された。M1ガーランドおよびM1903小銃ではM7グレネードランチャー、M1カービンではM8グレネードランチャーによって運用され、最大射程は約180メートルであった。
ENERGA ライフルグレネード
1950年代初頭、ベルギーにおいて開発されたHEAT弾。朝鮮戦争で、対戦車火力の欠如によって苦戦を強いられた経験を踏まえ、アメリカ軍によってM28として採用された。M28は当初、専用の発射機と組み合わされて配備されたが、1952年以降は、従来運用されてきたM7発射機の改良型での運用が可能となった。M28は、1960年代初頭まで運用されたのち、M31 HEATおよびM72 LAWの組み合わせによって更新され、アメリカ軍での運用を終了した。しかし、オリジナルのENERGAは、改良を受けてSuper ENERGAに発展し、現在でも第三世界では運用が継続されている。
弾頭直径75mm、重量765g。直角に着弾したとき、RHA換算で200mm、コンクリートで500mmの貫通力を備える。最大射程は300メートル、有効射程は100メートル前後といわれている。
M31 HEAT ライフルグレネード
1950年代後半、アメリカにおいて開発されたHEAT弾。上記のM28 HEAT弾を更新するためのもので、ほぼ同等の実効火力を維持しつつ、より信頼性と携行性が向上している。
弾頭直径66mm、重量709g。直角に着弾したとき、RHA換算で200mm、コンクリートで400mmの貫通力を備える。最大射程は約185メートル、有効射程は約115メートル。
APAV40 ライフルグレネード
フランス陸軍が現用中のHEAT弾/榴弾。弾丸トラップ式を採用し、同国陸軍のFA-MASにおいて運用される。
弾頭直径40mm、重量500g。直角に着弾したとき、RHA換算で120mm、コンクリートで360mmの貫通力を備える。最大有効射程は直接照準（対人・対物射撃時）で約100メートル、間接照準（対人射撃時）で320メートル。
AC58 ライフルグレネード
フランス陸軍が現用中のHEAT弾。弾丸トラップ式を採用し、同国陸軍のFA-MASにおいて運用される。
弾頭直径58mm。直角に着弾した際、RHA換算で250mm、コンクリートで800mmの貫通力を備える。有効射程は約100メートル。
06式小銃てき弾
陸上自衛隊が現用中のHEAT弾/榴弾。弾丸トラップ式を採用し、64式7.62mm小銃および89式5.56mm小銃において運用される。詳細な性能諸元は公表されていないが、開発時の事業評価では、射程はM31 HEAT弾の9割増、APAV40弾の8割であるとされており、およそ250-350メートル程度と考えられている。
SIMON ライフルグレネード
イスラエルのラファエル社が開発した、ドア破砕専用の特殊用途弾。アメリカ陸軍においても、M100 GREM（Grenade Rifle Entry Munition）として制式化されている。